# Francis Maude
Pour les articles homonymes, voir Maude.
Francis Maude est un homme politique britannique, né le 4 juillet 1953 à Abingdon-on-Thames dans l'Oxfordshire. 
Membre du Parti conservateur, il est secrétaire d'État au secrétariat du conseil des ministres et trésorier payeur général dans le gouvernement Cameron de 2010 à 2015. 

## Biographie
Francis Maude étudie au Corpus Christi College de Cambridge.